# Lupeol
Lupeol es un principio activo triterpenoides.
Tiene varias propiedades medicinales, uno es antiinflamatorio. Un estudio de 1998 encontró que lupeol disminuía la inflamación de las patas en ratas en un 39%, en comparación con el 35% para el compuesto de control estandarizado indometacina.

## Aparición natural
Se encuentra en una variedad de plantas, incluyendo el mango, Acacia visco o Abronia villosa. También se encuentra en el te de diente de león.

## Síntesis
La primera síntesis total de lupeol se informó por Gilbert Stork et al.
Recientemente, en 2009, Surendra y Corey informaron de una síntesis total más eficiente y enantioselectiva de lupeol, a partir de (1E,5E)-8-[(2S)-3,3-dimethyloxiran-2-yl]-2,6-dimethylocta-1,5-dienyl acetato por el uso de una polycyclización.

## Biosíntesis
Lupeol es producida por varios organismos de epóxido de escualeno (2,3-oxidoescualeno). Esqueletos de dammarano y baccharano se forman como productos intermedios. Las reacciones son catalizadas por la enzima sintasa lupeol:

## Farmacología
Lupeol tiene una farmacología compleja en los seres humanos, mostrándose antiprotozoario, antimicrobiano, antiinflamatorio, antitumoral y propiedades quimio preventivas. Un estudio también ha encontrado alguna actividad como inhibidora de la dipeptidil peptidasa-4 y prolil oligopeptidasa a concentraciones altas (en el rango milimolar).
Es un inhibidor eficaz en modelos de laboratorio del cáncer de próstata y de piel.

## Mecanismo de acción
Como un agente antiinflamatorio, lupeol funciona principalmente sobre el sistema interleucina. Bani y col. (2006) encontraron lupeol para disminuir la IL-4 (interleucina 4) la producidas por tipo 2 células T-helper.